# 将乐华溪蟹
将乐华溪蟹（学名：Sinopotamon jianglense）为溪蟹科华溪蟹属的动物。在中国大陆，分布于福建、广东等地，常生活于淡水 生活于溪流石块下，溪水清沏透明、四周植被茂密。其生存的海拔范围为300至700米。